# Capelsebrug
Capelsebrug is een openbaarvervoerknooppunt in de Nederlandse provincie Zuid-Holland, gelegen in het oosten van Rotterdam, op de grens met Capelle aan den IJssel. Het wordt bediend door de Rotterdamse metrolijnen A, B en C.
Het was het toenmalige eindpunt van de Rotterdamse metrolijn 'Oost-Westlijn' sinds de opening in 1982. Station Capelsebrug heeft sindsdien verbindingen naar het oosten gekregen. Op 28 mei 1983 werd het eerste deel van het sneltramtracé tussen Capelsebrug en Binnenhof geopend. Een aftakking naar De Tochten werd geopend op 24 april 1984 en verlengd naar Nesselande op 29 augustus 2005. Op 26 mei 1994 werd er een tracé naar Capelle aan den IJssel geopend, met De Terp als eindpunt. Toen werd ook station Capelsebrug uitgebreid. Sindsdien fungeert Capelsebrug als overstapstation.
In december 2009 werden de lijnen hernoemd en sindsdien stoppen metrolijnen A, B en C er. Direct na Capelsebrug splitst lijn C richting De Terp zich af van lijnen A en B. Deze twee lijnen vervolgen hun weg vanaf Capelsebrug via het sneltramtracé. Direct na het station is er daarom een stroomwisseling, omdat de bovenleiding op het traject naar Binnenhof en Nesselande het overneemt van de derde rail. Als gevolg hiervan gaan de pantografen omhoog na het station.
Het metrostation heeft drie perronsporen, twee in westelijke en één in oostelijke richting. Daarnaast zijn er twee verbindingssporen naar de ten westen van Capelsebrug gelegen remise 's-Gravenweg.
Capelsebrug is een belangrijk knooppunt voor reizigers van de Krimpenerwaard naar Rotterdam of Capelle aan den IJssel. Het busstation heeft twee niveaus, begane grond voor uitstappende passagiers en bufferplaats voor hun tijd afwachtende bussen. Op de eerste verdieping op gelijke hoogte met het metroperron voor instappende passagiers met een directe verbinding van het metroperron uit de richting Roterdam naar het busperron. Alle bussen van en naar Schoonhoven en Gouda, via Krimpen aan den IJssel, hebben als eind-/beginpunt Capelsebrug. De diensten worden uitgevoerd door de RET, Qbuzz en Syntus Utrecht.
Bussen die vanaf Capelsebrug vertrekken zijn:
| Lijn | Bestemming                                    | Via | Vervoerder             | Soort      | Bijzonderheden                                                                         |
| ---- | --------------------------------------------- | --- | ---------------------- | ---------- | -------------------------------------------------------------------------------------- |
| 96   | Stormpolder                                   | Krimpen aan den IJssel (Centrum) | RET                    | Streekbus  | Rijdt in de ochtendspits richting Krimpen en in de middag-/avondspits naar Capelsebrug |
| 97   | Krimpen aan den IJssel                        | Lansingh-Zuid, Narcis, Gouden Regen, Raadhuisplein, Centrum                                                                                           | RET                    | Streekbus  | Ringlijn in één richting, tegengesteld aan lijn 98.                                    |
| 98   | Krimpen aan den IJssel                        | Centrum, Raadhuisplein, Gouden Regen, Narcis, Lansingh-Zuid                                                                                           | RET                    | Streekbus  | Ringlijn in één richting, tegengesteld aan lijn 97.                                    |
| 194  | Bergambacht, Centrum                          | Krimpen aan den IJssel (Centrum), Krimpen aan de Lek, Lekkerkerk                                                                                      | Qbuzz                  | streekBuzz |                                                                                        |
| 196  | Gouda, Station                                | Krimpen aan den IJssel (Centrum), Ouderkerk aan den IJssel, Gouderak                                                                                  | Qbuzz                  | streekBuzz |                                                                                        |
| 292  | Lekkerkerk, Schuwacht                         | Krimpen aan den IJssel (Centrum) | Qbuzz                  | streekBuzz |                                                                                        |
| 295  | Utrecht, Centraal Station (Jaarbeurszijde)    | Krimpen aan den IJssel (Centrum), Lekkerkerk, Bergambacht (Centrum), Ammerstol, Schoonhoven, Cabauw (Provincialeweg), Lopik, IJsselstein (Binnenstad) | Qbuzz x Syntus Utrecht | streekBuzz |                                                                                        |
| 383  | Den Haag, Centraal Station                    | Capelle aan den IJssel, Nieuwerkerk aan den IJssel, Nesselande, Zevenhuizen, Moerkapelle, Zoetermeer                                                  | Qbuzz                  | snelBuzz   |                                                                                        |
| 607  | Capelle aan den IJssel, IJsselland Ziekenhuis | Kralingse Veer, Capelle-West, 's-Gravenland, Capelle Centrum                                                                                          | RET                    | Buurtbus   |                                                                                        |

In de stationshal bevond zich een vestiging van de klantenservice van de RET. Deze werd op 1 oktober 2011 gesloten.

## Trivia
- Het stuk draad boven het spoor richting remise 's-Gravenweg is geen bovenleiding. Deze draad zorgt ervoor dat de pantografen naar beneden worden geduwd.

## Foto's

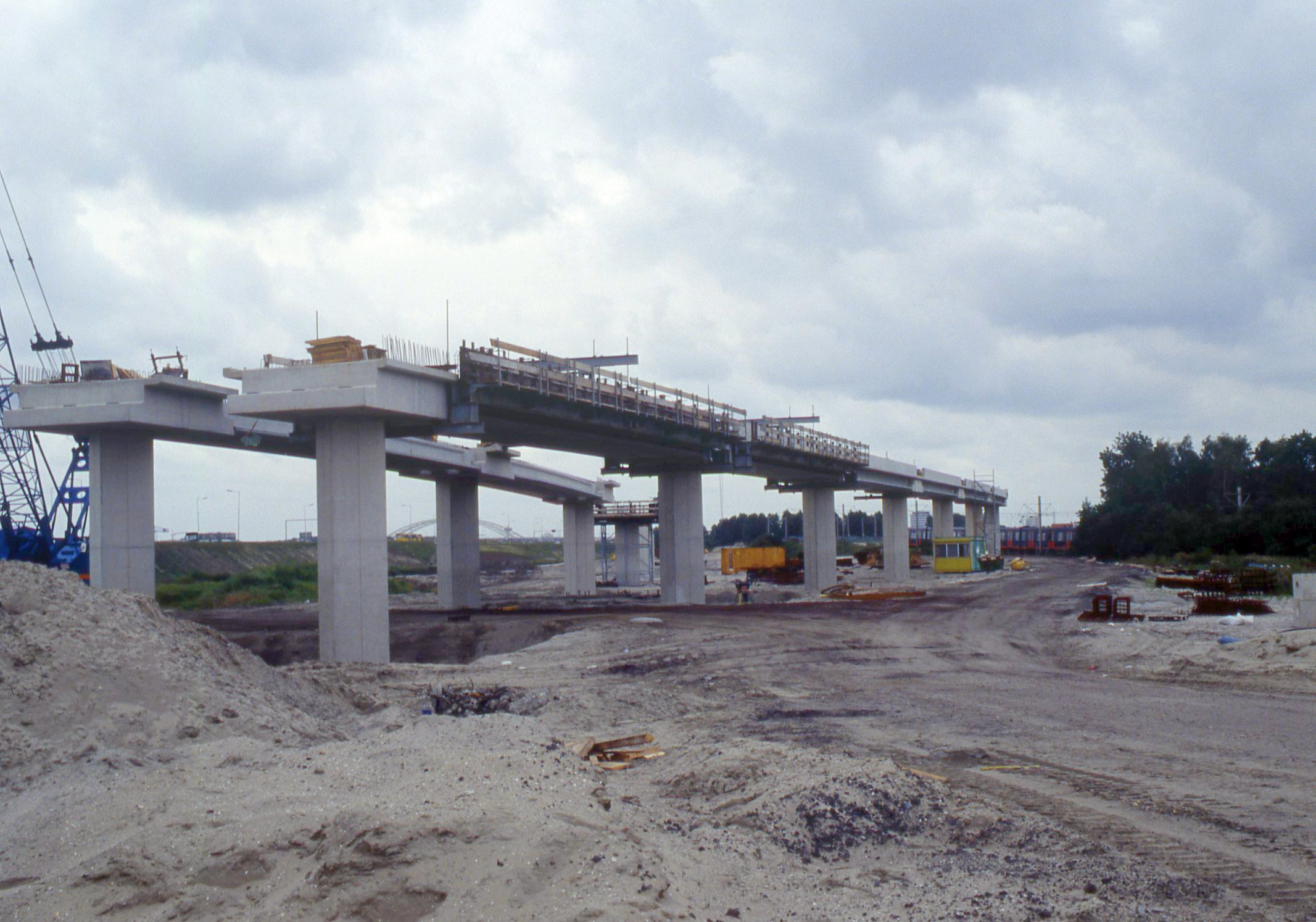
Bouw metroviaduct naar Capelle in 1992
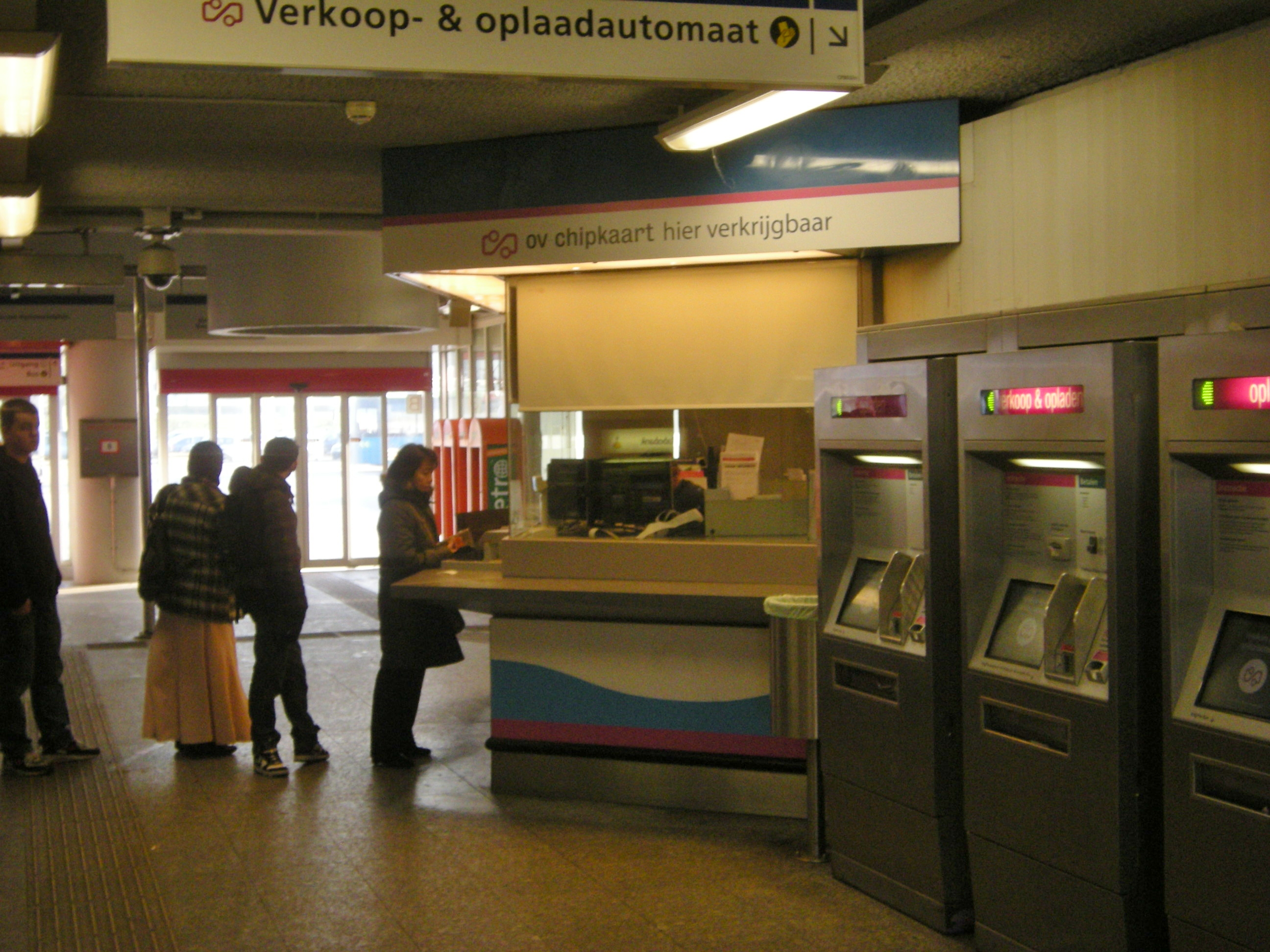
De stationshal met de voormalige klantenservice.
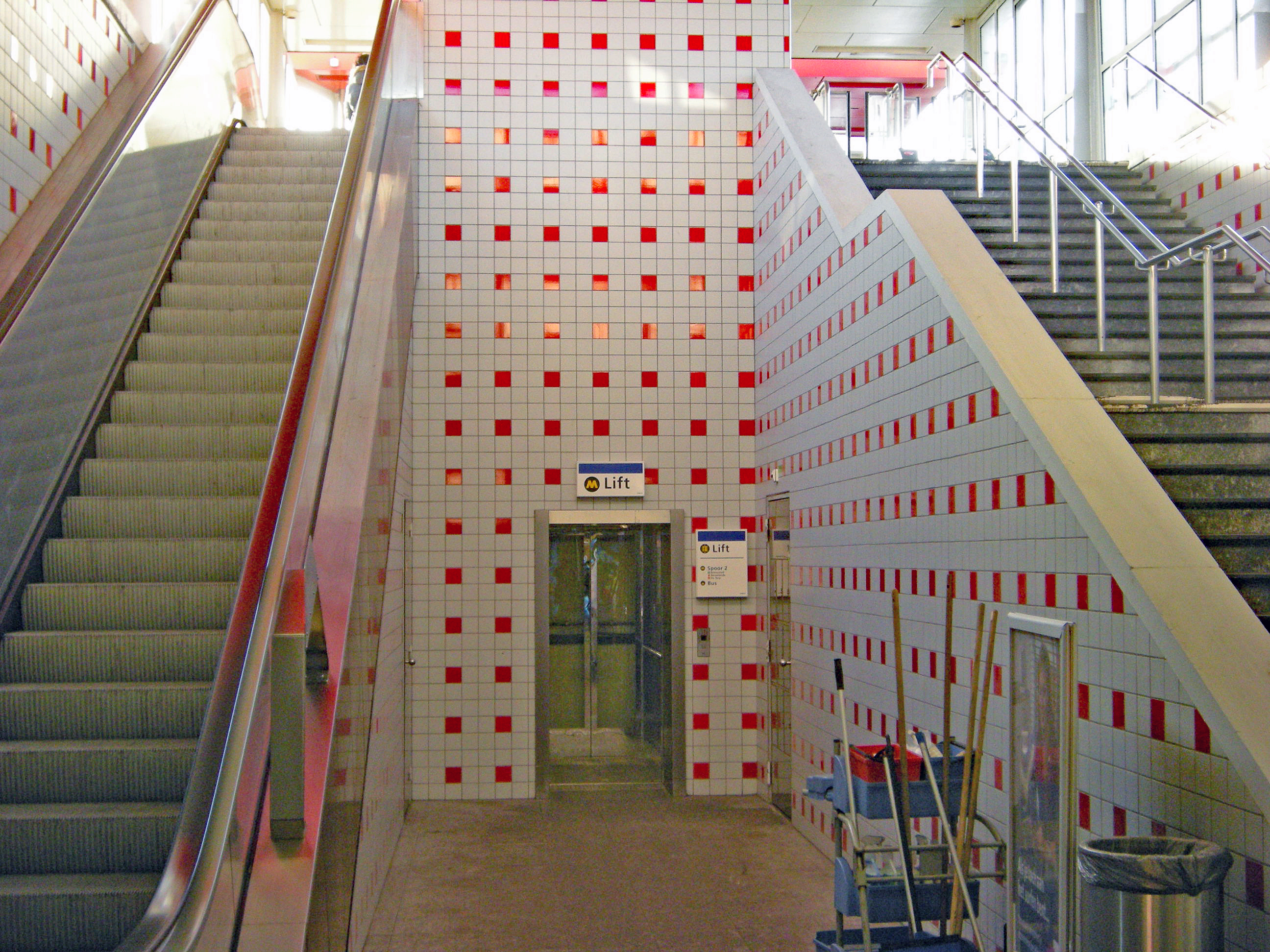
Een trappenhuis van het metrostation.
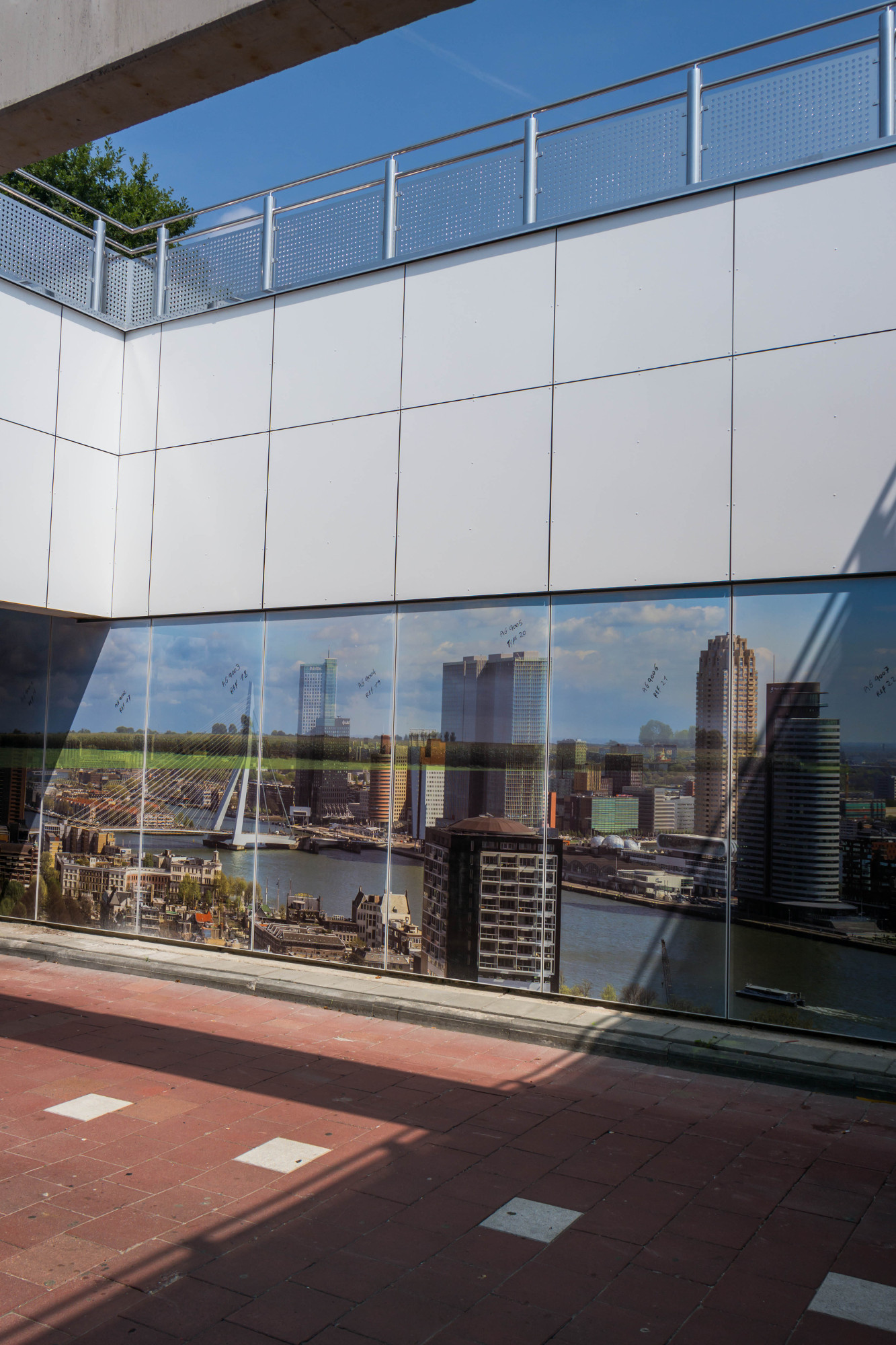
Fietstunnel onder het station na renovatie.
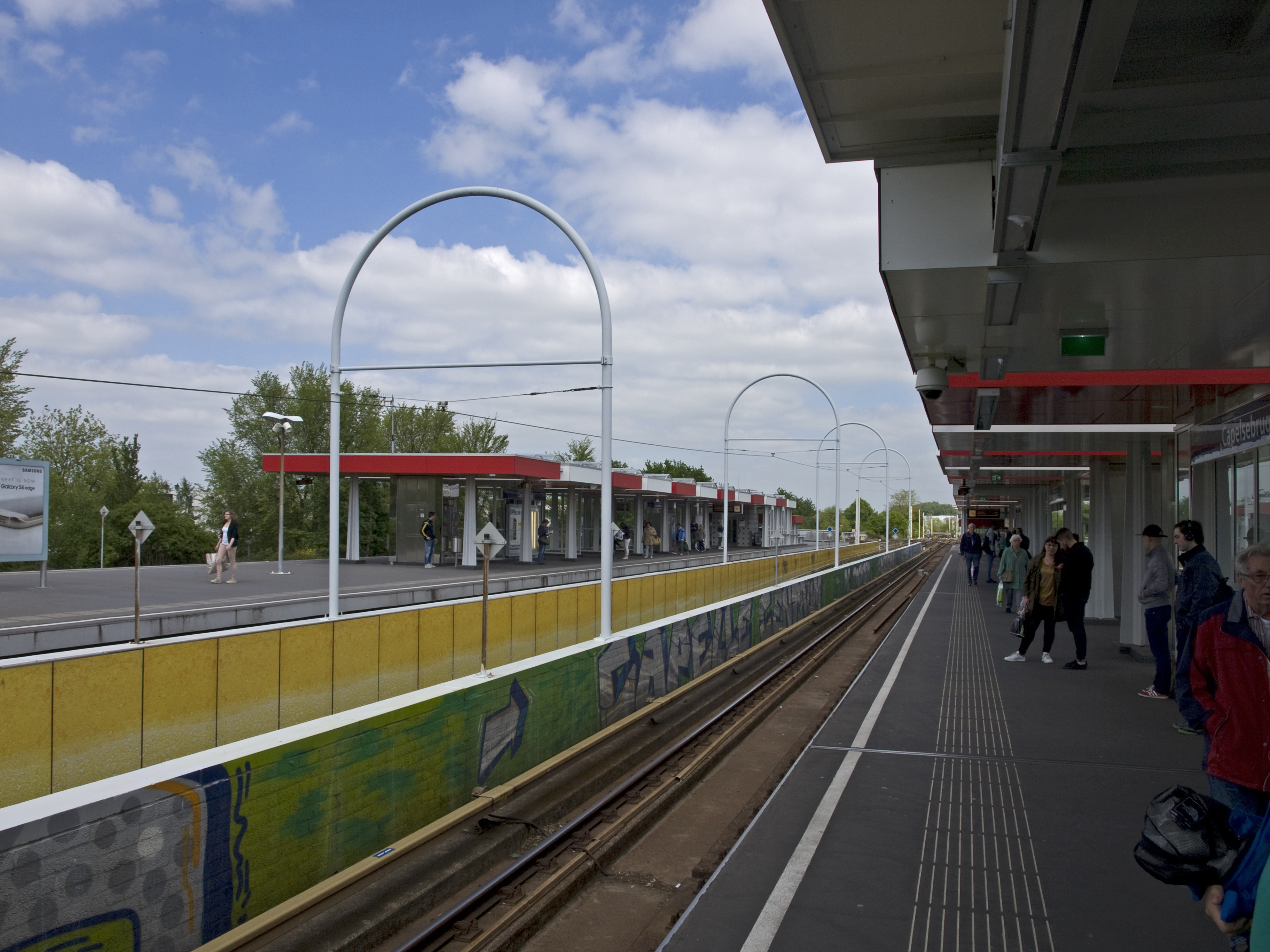
De perrons.

Binnenhof · Romeynshof · Graskruid · Alexander  · Oosterflank · Prinsenlaan · Schenkel · Capelsebrug · Kralingse Zoom · Voorschoterlaan · Gerdesiaweg · Oostplein · Blaak  · Beurs · Eendrachtsplein · Dijkzigt · Coolhaven · Delfshaven · Marconiplein · Schiedam Centrum  · Schiedam Nieuwland · Vlaardingen Oost · Vlaardingen Centrum · Vlaardingen West
Nesselande · De Tochten · Ambachtsland · Nieuw Verlaat · Hesseplaats · Graskruid · Alexander  · Oosterflank · Prinsenlaan · Schenkel · Capelsebrug · Kralingse Zoom · Voorschoterlaan · Gerdesiaweg · Oostplein · Blaak  · Beurs · Eendrachtsplein · Dijkzigt · Coolhaven · Delfshaven · Marconiplein · Schiedam Centrum  · Schiedam Nieuwland · Vlaardingen Oost · Vlaardingen Centrum · Vlaardingen West · Maassluis Centrum · Maassluis West · Steendijkpolder · Hoek van Holland Haven · Hoek van Holland Strand
De Terp · Capelle Centrum · Slotlaan · Capelsebrug · Kralingse Zoom · Voorschoterlaan · Gerdesiaweg · Oostplein · Blaak  · Beurs · Eendrachtsplein · Dijkzigt · Coolhaven · Delfshaven · Marconiplein · Schiedam Centrum  · Parkweg · Troelstralaan · Vijfsluizen · Pernis · Tussenwater · Hoogvliet · Zalmplaat · Spijkenisse Centrum · Heemraadlaan · De Akkers